# 乔迪·鲍尔林
乔迪·鲍尔林（英語：Jodie Bowering，1982年7月7日—），昆士兰州人，澳大利亚女子垒球运动员。她曾代表澳大利亚国家队参加2008年夏季奥林匹克运动会垒球比赛，获得一枚铜牌。